# سیج هن (کالیفرنیا)
سیج هن (به انگلیسی: Sage Hen) یک منطقهٔ مسکونی در ایالات متحده آمریکا است که در شهرستان لاسن، کالیفرنیا واقع شده‌است. سیج هن ۱٬۶۹۱ متر بالاتر از سطح دریا واقع شده‌است.